# 1890 în științifico-fantastic
- 1889 în științifico-fantastic — 1890 în științifico-fantastic — 1891 în științifico-fantastic

1890 în științifico-fantastic a implicat o serie de evenimente:

## Nașteri și decese

### Nașteri
- Karel Čapek (d. 1938), a creat cuvântul și tema robotului cu piesa sa de teatru R.U.R.
- Dietrich Kärrner (Pseudonimul lui Artur Mahraun; d. 1950)
- Heinz von Lichberg (Pseudonimul lui Heinz von Eschwege; d. 1951)
- Heinrich Nowak (d. 1955)
- E. E. „Doc“ Smith (d. 1965)
- Kurt Tucholsky (d. 1935)
- Franz Werfel (d. 1945)

## Cărți

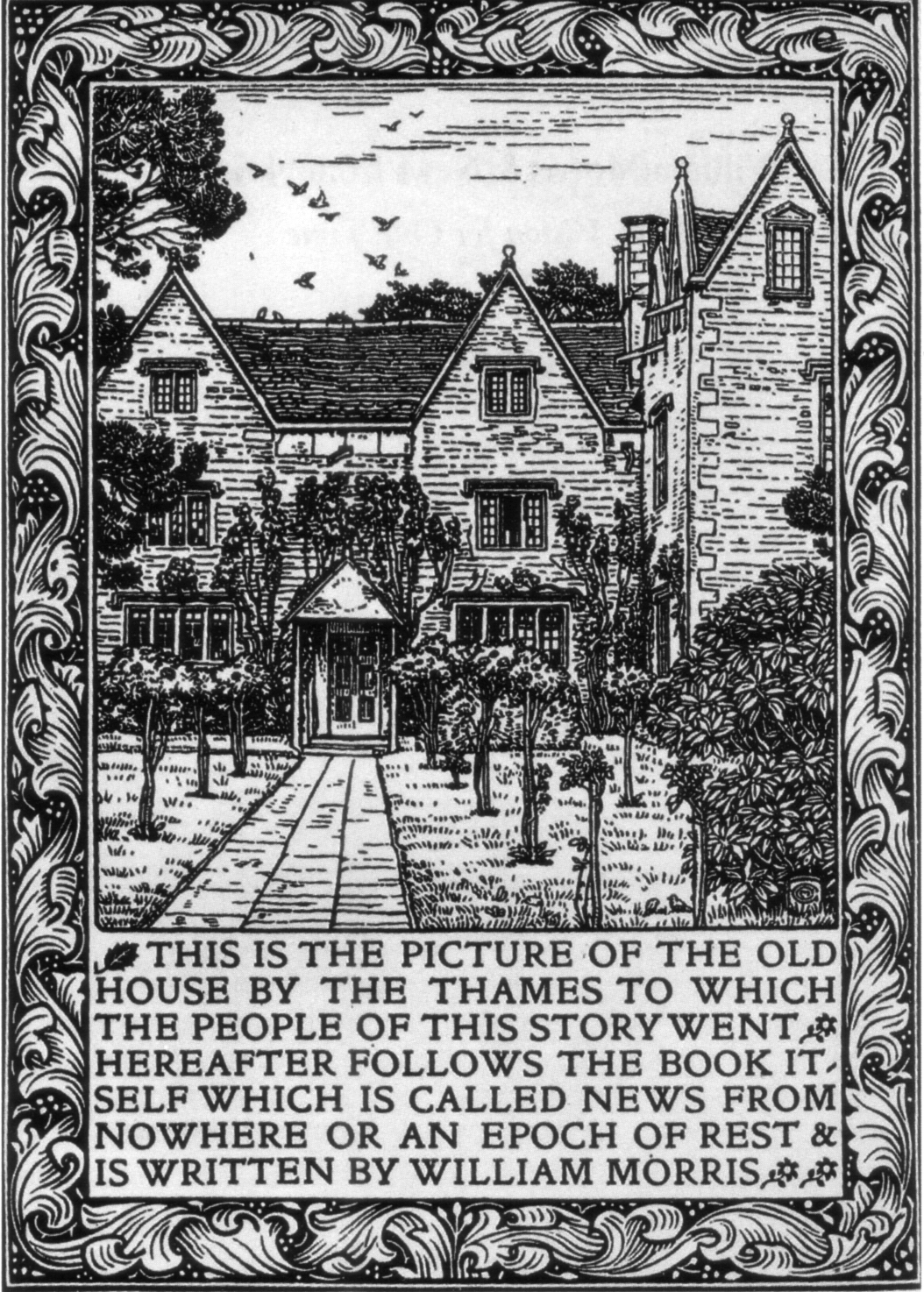
News from Nowhere de William Morris

### Romane
- Caesar's Column de Ignatius Donnelly[2][3][4]
- The Golden Lake de Carlton Dawe[5]
- News from Nowhere de William Morris[6][7]
- The Snake's Pass de Bram Stoker[8]
- Le Vingtième siècle. La vie électrique de Albert Robida

## Premii
Principalele premii nu s-au acordat în această perioadă.